# Jean Menjaud
Jean Menjaud właśc. Jean-Adolphe Granet (ur. 13 lipca 1795 w Paryżu, zm. 22 listopada 1864 w Tours) – francuski aktor.
Syn Jeana Menjauda i Eléonore Besnard. Od 1817 roku występował w Komedii Francuskiej, w 1825 roku był mianowany 239. członkiem Komedii, z której odszedł w 1842. Specjalizował się w rolach kostiumowych
Był dwukrotnie żonatyː po raz pierwszy z Armantine Emilie Devin (1794-1844) i ponownie z Adèle Elisą Debled.

## Kariera sceniczna[2]
| Rok  | Sztuka                       | Autor             | Rola                 |
| ---- | ---------------------------- | ----------------- | -------------------- |
| 1825 | La Princesse des Ursins      | Alexandre Duval   | Léon                 |
| 1829 | Le More de Venise            | Alfred de Vigny   | Rodrigo              |
| 1831 | La Reine d'Espagne           | Henri de Latouche | Médina-Sidonia       |
|      | Dominique                    | d'Épagny          | Desarcis             |
| 1833 | Les Enfants d'Édouard        | Casimir Delavigne | Buckingham           |
| 1834 | L'Ambitieux                  | Eugène Scribe     | Sir Henry            |
|      | Une aventure sous Charles IX | Frédéric Soulié   | Albert               |
| 1836 | Marie                        | Virginie Ancelot  | Melcourt             |
| 1837 | Caligula                     | Alexandre Dumas   | Lepidus              |
|      | La Marquise de Senneterre    | Mélesville        | Cinq-Mars            |
|      | Le Château de ma nièce       | Virginie Ancelot  | markiz de Stainville |
| 1838 | Marion Delorme               | Victor Hugo       | Saverny              |
| 1840 | Mizantrop                    | Molier            | Alcest               |
| 1841 | Un mariage sous Louis XV     | Alexandre Dumas   | rycerz               |